# Shattered Existence
Shattered Existence è il primo album in studio del gruppo musicale britannico thrash metal Xentrix, pubblicato nel 1989.

| Recensione   | Giudizio |
| ------------ | -------- |
| Metal Hammer | [ 3 ]    |

## Il disco
Il disco è stato prodotto da John Cuniberti, che a quei tempi era impegnato anche a collaborare con Joe Satriani in veste di coproduttore e batterista. I brani contenuti sono stati scritti e composti da tutti i componenti della band.
Il CD è stato ristampato nel 2006 dalla Metal Mind Productions in digipack, con tiratura limitata e con l'aggiunta delle tre tracce contenute nel singolo Ghost Busters nel 1990. La canzone che dà il titolo a questo singolo è la cover di Ray Parker Jr. presente nel omonimo film Ghostbusters - Acchiappafantasmi del 1986.
Lo stile musicale della composizioni si avvicina a quello delle più note band americane di quel periodo, in particolar modo Megadeth, Metallica, e Testament, ma anche Exodus e Overkill. A differenza di molti altri gruppi thrash europei, i ritmi sono meno veloci e la componente melodica è spesso presente.

## Tracce
1. No Compromise – 3:04
2. Balance Of Power – 5:14
3. Crimes – 5:39
4. Back In The Real World – 4:00
5. Dark Enemy – 4:08
6. Bad Blood – 5:06
7. Reasons For Destruction – 5:36
8. Position Of Security – 5:06
9. Heaven Cent – 5:07

Tacce bonus 2006
1. Ghostbusters (cover di Ray Parker Jr.) – 2:43
2. Nobody's Perfect – 3:41
3. Interrogate – 3:08

## Formazione
- Chris Astley – voce, chitarra (ritmica)
- Kristian Havard - chitarra (solista)
- Paul MacKenzie - basso
- Dennis Gasser – batteria